# Porkhov
Porkhov (en russe : Порхов) est une forteresse médiévale et une ville de l'oblast de Pskov, en Russie, et le centre administratif du raïon de Porkhov. Sa population s'élevait à 9 588 habitants en 2014.

## Géographie
Porkhov est arrosée par la rivière Chelon et se trouve à 75 km au sud-est de Pskov.

## Histoire
La forteresse de Porkhov a probablement été fondée en 1239 par Alexandre Nevski. La forteresse en bois fut pillée par Olgierd en 1356 et incendiée en 1387. La République de Novgorod reconstruisit immédiatement des fortifications en pierre calcaire sur un autre site, à 1 300 mètres en aval. En 1428, le grand-duc de Lituanie Vytautas détruisit le mur occidental par des tirs d'artillerie et entra dans Porkhov. Deux ans plus tard, les Novgorodiens augmentèrent la forteresse et reconstruisirent ses murs. Après la chute de Novgorod face à la Moscovie en 1478, la forteresse perdit son importance militaire.

## Patrimoine
La forteresse se compose d'un mur d'enceinte bien préservé ; deux tours, dont l'une est à demi en ruine, une petite église, datant de 1412, et un musée d'histoire locale. À l'intérieur de la forteresse, il existe un grand nombre d'arbres et de plantes. L'église de la Nativité de la Vierge, un édifice remarquable du XIVe siècle, a été défiguré pendant la période soviétique. Parmi les autres constructions intéressantes figure l'église du Sauveur (1670) et l'église Saint-Nicolas à Verkhny Most (1450).
A 17 km de Porkhov, au bord de la rivière Chelon, se trouve le manoir néoclassique du prince Gagarine à Kholomki. Au début des années 1920, Kholomki accueillit de nombreux artistes, dont Korneï Tchoukovski, Vladislav Khodasevitch, Ievgueni Zamiatine, et Mstislav Doboujinski. Volychevo, l'ancien manoir des Stroganov, se trouve à proximité.

## Population
Recensements (*) ou estimations de la population
| 1856  | 1897* | 1926* | 1959* | 1970*  | 1979*  |
| ----- | ----- | ----- | ----- | ------ | ------ |
| 5 900 | 5 551 | 7 970 | 7 639 | 10 977 | 13 441 |

| 1989*  | 2002*  | 2010*  | 2012   | 2013  | 2014  |
| ------ | ------ | ------ | ------ | ----- | ----- |
| 14 170 | 12 263 | 10 608 | 10 278 | 9 898 | 9 588 |